# Maria Isabella d’Harskamp

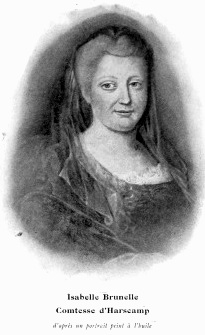

Maria Isabella Gräfin d’Harskamp(s) (* 3. September 1724 in Aachen; † 8. Mai 1805 Aachen) war eine Philanthropin. Sie gründete Stiftungen in Namur und Aachen. Geboren wurde sie als Maria Isabella Brunelle, Tochter der Wirtsleute Hermann Brunelle und Jeanne-Marie Tilmans in Aachen.

## Leben
1748 kam Graf Pontian d'Harscamp zur Kur nach Aachen. Er war ein reicher Mann mit Besitzungen in Namur, Lüttich, Böhmen und Ungarn. Seine Familie kam ursprünglich aus den Niederlanden, doch dieser Zweig war bereits 50 Jahre zuvor ausgestorben. Der Graf war der letzte seiner Line. Er war Oberst in Kurpfälzischen Diensten und auf dem Weg zu seinen Gütern in Ungarn, als er bei den Wirtsleuten Station machte. Er nahm die Tochter Isabella mit nach Ungarn und heiratete sie im September gleichen Jahres in Kniesen. Das Paar lebte auf seinen Gütern und hatte 3 Kinder, die aber in der Pockenepidemie 1763 (die letzte 1765) starben. Das Paar kehrte dann nach Namur zurück und wohnt zunächst auf Schloss Fernelmont. 1772 kauften sie die Herrschaft Marchin. Die reiche und wohltätige Grafin war berühmt und traf am 5. und 6. Juni 1781 sogar Kaiser Joseph II., als dieser kurz in Namur Halt machte.
Ab 1787 kam es zu Unruhen im ganzen Land, Ursachen waren die Reformen von Joseph II. und die Französische Revolution. Als am 6. November 1792 die Österreicher in der Schlacht von Jemappes besiegt wurden, fielen die belgischen Gebiete an die Franzosen. Am 20. November wurde die Festung Namur besetzt. Nur ein Jahr später am 18. März 1793 verloren die Franzosen in der Schlacht von Neerwinden und mussten ihrerseits die belgischen Gebiete räumen. Am 26. März 1793 waren die Kaiserlichen wieder in Namur. Am 25. Juni 1794 siegten die Franzosen in Fleurus und die Österreicher mussten wieder abziehen.
In diesem Hin und Her starb am 1. Mai 1794 der Graf und wurde auf dem Friedhof von Noville-les-Bois begraben (heute ein Ortsteil von Fernelmont). In seinem Testament machte er viele Spenden für die Armen der Umgebung. Am 1. Juni floh die Gräfin nach Hessen. Ihre Güter in Belgien wurden zunächst beschlagnahmt. Sie konnte aber ihre Besitzungen in Böhmen verkaufen. Für alle unerwartet starb sie aber am 8. Mai 1805 in Aachen.
In ihrem Testament vom 29. Januar 1805 bestimmte sie zahlreiche Stiftungen für die Armen. Dazu zählten neben regelmäßigen Brotspenden (aus der Allgemeinen Deutschen Biographie):
- eine jährliche Rente von 3600 Franken für Aachener Hausarmen,
- 7200 Franken Rente zur Unterstützung verschämter Armen von tadellosem Wandel, deren Eltern oder Vorfahren im Wohlstande gelebt hatten,
- 3600 Franken Rente zur Unterstützung von zwölf jungen Mädchen behufs ihrer Ausbildung; dieselben mussten wenigstens 14 Jahre alt sein und blieben bei guter Führung bis zu ihrer Verheirathung oder sonstiger Versorgung im Besitze der Unterstützung und
- eine Rente von 6000 Franken zur Unterstützung von zwölf Knaben von vollendetem 12. bis zum vollendeten 21. Jahre.

Noch 1868 hatte die Harscamp'sche Stiftung in Aachen ein Vermögen von 230.000 Talern und im Jahr 1901 noch 15.458 Goldmark. Am 1. Januar 1967 wurde die Stiftung aufgelöst und das vorhandene Vermögen floss in den städtischen Armenfonds, wovon heute unter anderem noch die Aachener Jugend- und Altenhilfe, politisch oder religiös Verfolgte, das Wohlfahrtswesen, der Deutsche Kinderschutzbund oder die Diakonie profitieren.
In Namur wurde das Stiftungsgeld in Grundbesitz angelegt und besteht noch heute.

## Familie
Die Grafin war seit dem 3. September 1748 mit Pontian d’Harscamp verheiratet. Das Paar hatte folgende Kinder die alle an Pocken starben.
- Wenzel-Stanislas (* 29. Oktober 1751; † 2. Juli 1763)
- Franz Joseph  (* 4. Dezember 1758; † 12. Juli 1763)
- Tochter  (1759–1765)

## Ehrungen

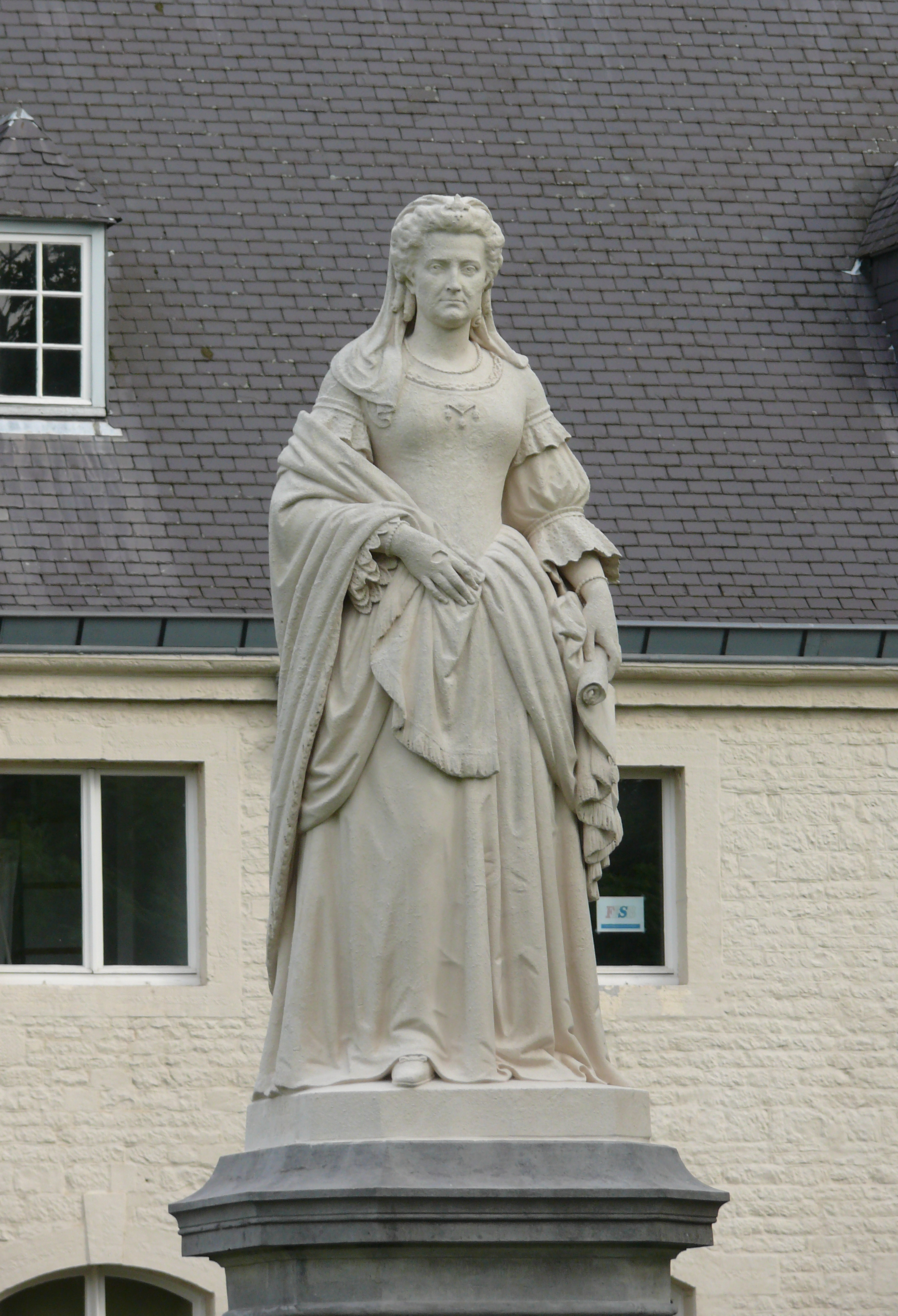
Skulptur von Isabelle Brunelle im Garten des alten Hospiz' in Namur

In Aachen erinnert die Harscampstraße an die Gräfin, in Namur der Boulevard Isabelle Brunell; einer seiner Nebenstraßen heißt zudem Rue d'Harscamp.
Im Garten des alten Hospiz' in Namur steht eine Statue von Maria Isabella d’Harskamp, welche von dem belgischen Bildhauer Willem Geefs ist (von 1872). Zum Hospiz gehört ebenfalls die Église Notre-Dame d'Harscamp.